# Маркос Майдана
Маркос Рене Майдана (ісп. Marcos Rene Maidana, нар. 17 липня 1983, Маргарита, Санта-Фе, Аргентина) — аргентинський боксер-професіонал. Тимчасовий чемпіон світу за версією WBA (2009—2010, 2011) і чемпіон світу за версією WBA (2011—2012) у першій напівсередній вазі. Чемпіон світу за версією WBA (2013—2014) у напівсередній вазі.
Провів тривалу любительську кар'єру, двічі ставав чемпіоном Аргентини. На міжнародних турнірах не досяг великих висот.

## Професіональна кар'єра

### Перша напівсередня категорія

#### Бій з Котельником
7 лютого 2009 року у Ростоку, Німеччина, відбувся бій за звання чемпіона світу в першій напівсередній категорії за версією WBA між Майданою та чинним чемпіоном українцем Андрієм Котельником. Після 12 раундів розділеним рішенням суддів перемогу здобув Котельник. Попри те, що Майдана домінував протягом більшої частини бою, судді віддали перемогу Котельнику. Це рішення викликало багато питань серед любителів боксу щодо його справедливості.

#### Бій з Віктором Ортісом
Першим боєм Майдани в США став поєдинок проти американця Віктора Ортіса за звання тимчасового чемпіона світу за версією WBA. Бій відбувся в Лос-Анджелесі 27 червня 2009 року. За перші два раунди Майдана три рази побував у нокдауні, але зміг відновитися й виграв бій. Ортіс отримав розсічення над правим оком, і в шостому раунді лікар зупинив поєдинок, Майдана переміг технічним нокаутом.
Після бою з Ортісом пішли чутки, що наступним противником Майдани стане британець Амір Хан. Але Хан у своєму першому бою на території США волів зустрітися з Полом Маліньяджі.
Майдана здобув перемоги нокаутом над наступними суперниками: панамцем Вільямом Гонсалесом і непереможним домініканцем Віктором Кайо.
28 серпня 2010 року Маркос переміг досвідченого американського боксера Демаркуса Корлі.

#### Чемпіонський бій з Аміром Ханом
11 грудня 2010 Майдану вийшов на ринг за титул повноцінного чемпіона світу WBA з британцем Аміром Ханом. Багато експертів вважали цей бій першою по-справжньому серйозною перевіркою для Хана. Вже в 1-му раунді Хан зміг відправити Майдану на підлогу рингу ударом по корпусу і в 2-му спробував добити противника, але вже в 3-му раунді Майдана виступив агресором бою. У 5-му раунді рефері зняв з Майдани очко за удар ліктем. Подальше протистояння проходило в обопільногострій та конкурентній боротьбі з невеликою перевагою Хана. Наприкінці поєдинку Майдана всіляко намагався нокаутувати противника, але в підсумку після 12-ти раундів одноголосним рішенням була оголошена перемога Хана.

#### Бій з Еріком Моралесом
У квітні 2011 року Майдана вийшов на ринг проти легендарного мексиканського боксера Еріка Моралеса. На кону стояв тимчасовий титул WBA в 1-й напівсередній вазі. У 1-му раунді Моралес отримав серйозне розсічення на правому оці, яке ще до гонга на перерву було майже закрите набряком. У 2-му раунді Ерік потряс Маркоса, але на тлі домінування аргентинця цього було дуже мало. 3-й раунд рубки пішов Еріку, який призвичаївся використовувати на свою користь «розмашистість» візаві. 4-й раунд був рівним, але відійшов Майдані за рахунок кількості. Але вже в 5-й трихвилинці Моралес показав свій клас, красиво взявши раунд в рубці за рахунок набагато кращої техніки і, як наслідок, акуратності з ударами. 6-й і 7-й раунди були рівними: Майдана брав за рахунок навали, Моралес же був більш скупим, але точним. Але вже в 8-му раунді Ерік сильно потряс втомленого опонента хуком зліва, бивши Майдану по всіх параметрах. 9-й раунд знову був рівним — Майдана відновився і вирівняв бій. У 10-му раунді Моралес бив втомленого аргентинця практично на вибір, але врешті пропустив серйозну атаку, і 11-й раунд провів на відпочинку, віддавши його сумбурно атакуючому Майдані. 12-й раунд був рубкою на зустрічних курсах. Формальний рахунок суддів виявився таким : 114—114 і 116—112 (двічі) на користь Майдани. Моралес заявив після бою, що категорично не згоден з офіційним вердиктом.
У липні Всесвітня боксерська асоціація призначила тимчасового чемпіона Маркоса Майдану повноцінним чемпіоном світу.
У вересні 2011 року Майдану нокаутував у четвертому раунді росіянина Петра Петрова (29-2-2).
Після захисту титулу Маркос піднявся в напівсередню вагу.

### Напівсередня вага

#### Бій з Девоном Александером
25 лютого 2012 року в рейтинговому поєдинку Майдана зустрівся із зоряним американським боксером Девоном Александером. Американець був набагато агресивнішим і активнішим в рингу і переграв аргентинця за очками майже у всіх раундах.

#### Бій з Едріеном Бронером
14 грудня 2013 Майдана в титульному бою зійшовся з чемпіоном світу в трьох вагових категоріях Едріеном Бронером. Молодший і перспективніший Бронер підійшов до поєдинку в ранзі чемпіона і фаворита букмекерських контор. Поєдинок видався захопливим. Вже в першому раунді Майдана накинувся на американця. У другому раунді Бронер опинився у важкому нокдауні в результаті лівого хука Майдани. Середина бою пройшла з перемінним успіхом. Здавалося, Бронер зумів відновитися після ударів аргентинця в початкових раундах і навіть мав кілька вдалих моментів, але у восьмому раунді знову опинився на канвасі. У тому ж раунді з Майдани було знято очко за удар головою, в результаті якого американський спортсмен скорчився від болю (можливо, тут спрацювала симуляція з боку Бронера). У наступних раундах у Едріена ще були вдалі моменти, але у аргентинця їх було значно більше. Чемпіонські раунди пройшли в гострій конкурентній боротьбі. Наприкінці бою була помітна втома претендента, що тим не менш не завадило йому провести чимало результативних ударів і навіть потрясти Бронера хорошим ударом назустріч у дванадцятому раунді. В цілому весь бій пройшов під диктовку Маркоса Майдани, який йшов вперед і викидав багато ударів. Як підсумок, справедлива перемога аргентинця за очками з хорошим відривом.

#### Бій з Флойдом Мейвейзером I
3 травня 2014 року чемпіон WBC Флойд Мейвезер зустрівся з аргентинським чемпіоном WBA Маркосом Майданою. Перша половина бою вийшла конкурентною. Майдані часто вдавалося притискати Мейвезера до канатів і завдавати жорстких ударів. Однак після 8 раунду Майдана почав показувати ознаки втоми, і Мейвезер взяв бій під свій контроль. Один із суддів порахував, що поєдинок був рівним, але двоє інших віддали перемогу Мейвезеру. Рахунок суддівських записок: 117—111, 116—112, 114—114. Майдана в післяматчевому інтерв'ю висловив упевненість, що він виграв бій. У статистиці ударів по системі CompuBox, в бою з Маркосом Майданою Флойд Мейвезер пропустив найбільшу кількість ударів в своїй кар'єрі — 221. Сам же Флойд провів на 9 точних ударів більше — 230. А от по викинутим ударам перевага була на боці Майдани — 858 проти 426 у Мейвезера. Точніше у своїй діях, відповідно, був Флойд.

#### Бій з Флойдом Мейвезером II
13 вересня 2014 року на MGM Grand Garden Arena у Лас-Вегасі відбувся бій-реванш головних дійових осіб PPV-шоу Флойда Мейвезера і Маркоса Майдани. На кону поєдинку, який пройшов у рамках 147 фунтів, стояли титули WBC і WBA (Super) у напівсередній вазі і титул WBC у першій середній вазі, які належали Флойду. Мейвезер впевнено контролював дистанцію, не дозволяючи Майдані створити нічого для себе небезпечного. За увесь бій Майдана доніс лише один хороший удар у 3 раунді. Але і Мейвезер діяв не надто активно, що не дуже подобалося глядачам. які почали невдоволено шуміти під кінець бою. Мейвезер здобув перемогу одностайним рішенням — 115-112 і 116-111 двічі.
У 8 раунді бою стався кумедний епізод, коли Мейвезер звинуватив Майдану в тому, що він укусив його за рукавичку. Суддя не зупинив бій після цього епізоду.
Гарантований горорар Мейвезера за цей бій склав 32 млн $, а Майдани - 3 млн $ (такий же, як і за перший їх бій).
Після цього бою Майдана в ринг не виходив і у 2016 році оголосив про завершення боксерської кар'єри.